# スポンサー

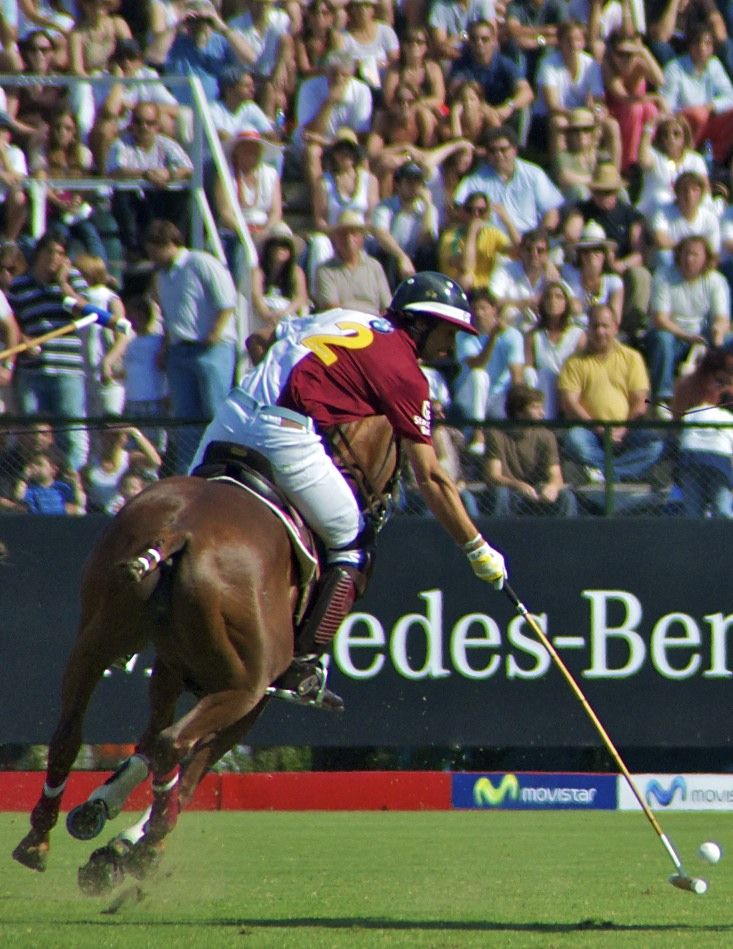
馬術競技におけるスポンサーシップ（一部隠れているが自動車ブランドのメルセデス・ベンツと下部に携帯電話キャリアのモビスター）。

スポンサー（英語: Sponsor）とは、団体、個人、スポーツのチーム、イベント、施設、番組などに対し、金銭や物品、あるいはサービスを提供することにより支援する個人や企業、団体のことである。スポンサー行為は単なる寄付や支援と類似しているが、広告やPRなど、より商業的なメリットを目的として行われるものであり、日本においてはスポンサーは広告主とほぼ同義である。類似の意味で「エンドースメント」も使われる。

## 概要
本来は広告業界用語の一つ。テレビ・ラジオ等の電波媒体を利用してペイド（有料）パブリシティをおこなう広告主を指す（これとは別に、新聞・雑誌等（紙媒体）に広告を掲載する広告主はクライアント、あるいはアカウントと呼ばれる）。
スポーツに関するものであれば、外観（着衣や用具の目立つ位置など）への自社のロゴなどの表示、自社製品の提供などがある。例えばJリーグのクラブの場合、ユニフォームに自社のロゴや商標などを表示出来る権利を得られる。音楽に付いても自社の楽器や機材を使ったり、目立つ位置に自社ロゴを表示する等がある。スポーツや音楽の場合、分野によって「エンドースメント」、「ライダー契約」・「ドライバー契約」、単に「契約」などと言われる場合もある。
イベントの場合には、冠スポンサーとして、スルガ銀行チャンピオンシップやトヨタカップのように大会の名称に企業名が入る事がある。スポンサーとは呼ばれないが、日本の祭りで祝儀をすると会場内に個人名や会社名が書かれた提灯などの物が掲示される。
テレビ・ラジオの放送番組の場合には、番組内にコマーシャルを流すことができ、スポンサーの提供中に放送されるCMのことを、タイムCMと呼ばれ、それ以外のCMは、スポットCMとして区別されている。
ただし、ラジオのワイド番組は原則としてコーナーやフロート番組毎にスポンサーを付けており、合間のトーク部分にはスポンサーを付けていない。スポンサーが有るコーナーとスポンサーが無いコーナーとでは処遇に差があり、前者は如何なる時でも必ず放送しなければならず、後者はパーソナリティ・DJが代理の時や、災害時等に休止することがある。ラジオショッピングはそれ自体が宣伝なので、除外する。
また、スポンサー製品を利用したペイドパブリシティ（プロダクトプレイスメント）も行われる。テレビドラマの場合、家電・携帯電話・日用品にスポンサーのものが用いられていたり、自動車メーカーがスポンサーの場合は、劇用車にスポンサーの車種が必ず用いられていたりしている。家族生活を題材としたドラマを中心に、言語的表現こそ無いものの、登場人物の勤務先にスポンサーの従業員という設定が使われている。
また、番組とスポンサーとのタイアップ企画も行われる場合がある。（ただし、テレビ・ラジオ番組においては冠スポンサーの企業・団体以外のスポンサーが付くこともある）似たような事例として、ラジオのワイド番組の懸賞において、ひっきりなしに通常とは異なる商品になる場合があり、大抵の場合は、スポンサーからの提供という形を取ることが多い。前述の通りラジオのワイド番組は、コーナー毎にスポンサーを付けているため、この事例のスポンサーは、事業者が自由化されている。
民間放送の事業者（コミュニティFMの運営事業者も含む）に関しては、定期・不定期放送番組に留まらず、自主的に展開するキャンペーンや自主開催イベントにまでスポンサーを付けることもあり、民放テレビ局主催の映画招待試写会に至っては、一社提供という形でスポンサーを付けないと実施することが出来ない。
一方で、過度のPR、ペイドパブリシティを嫌悪する消費者もいる（テレビ関連ではテレビ離れの項も合わせて参照）。

## スポンサーによる表現規制・言論統制
しばしばスポンサーによる表現規制などの圧力が問題になることがある。またこれは、メディア側の表現の自主規制によるものの場合も多い。例えばドラマ番組制作や報道番組などで、有力スポンサーに配慮する形で筆を曲げるよう記者に対して圧力がかかったり、自動車・電機・流通など、一大スポンサー企業に対しての批判はもとより、嫌味を書いただけでも一騒動起こることは珍しくないとされる。
2018年のアメリカ合衆国の例では、FOXニュースの番組司会者がツイッターで不適切な発言を行ったところ批判を浴び、20社ものスポンサーが何らかの理由を付けて降板する事態も発生している。
スポーツにおいてはスポンサーの影響力が大きく、グランドスラム (テニス)では主催者や対戦相手だけでなくスポンサーへの暴言もペナルティとなる など、ルールに影響を受けた競技も多い。